# ليو تشينغ
ليو تشينغ (بالصينية: 刘成) (23 أكتوبر 1983 بتشانغشا في الصين - ) هو لاعب كرة قدم صيني في مركز الدفاع. شارك مع منتخب الصين تحت 20 سنة لكرة القدم. أما مع النوادي، فقد لعب مع نادي داليان شيده ونادي غوانغجو آر أند إف وSichuan First City F.C. ‏ وChengdu Tiancheng F.C. ‏ وHunan Billows F.C. ‏.

## وصلات خارجية
- ليو تشينغ على موقع قاعدة بيانات كرة القدم.إي يو (الإنجليزية)